# ゲオルク・ヘルマン・リッター
ゲオルク・ヘルマン・リッター（Georg Hermann Ritter、1828年 - 1874年12月25日）は、明治時代にお雇い外国人として来日したドイツの化学者である。姓はリッテルとも表記される。

## 経歴・人物
ハノーファーの生まれ。ゲッティンゲン大学卒業後にアメリカで化学工業の企業に勤め、学位を取得した。
1870年（明治3年）、金沢藩の招きにより来日し、大阪の理学所でクーンラート・ハラタマの後を継いで務めた。3年後の1873年（明治6年）には東京開成学校で理化学の教鞭を執った。
翌1874年（明治7年）日本で死去し、横浜外国人墓地に密葬された。